# Tafone

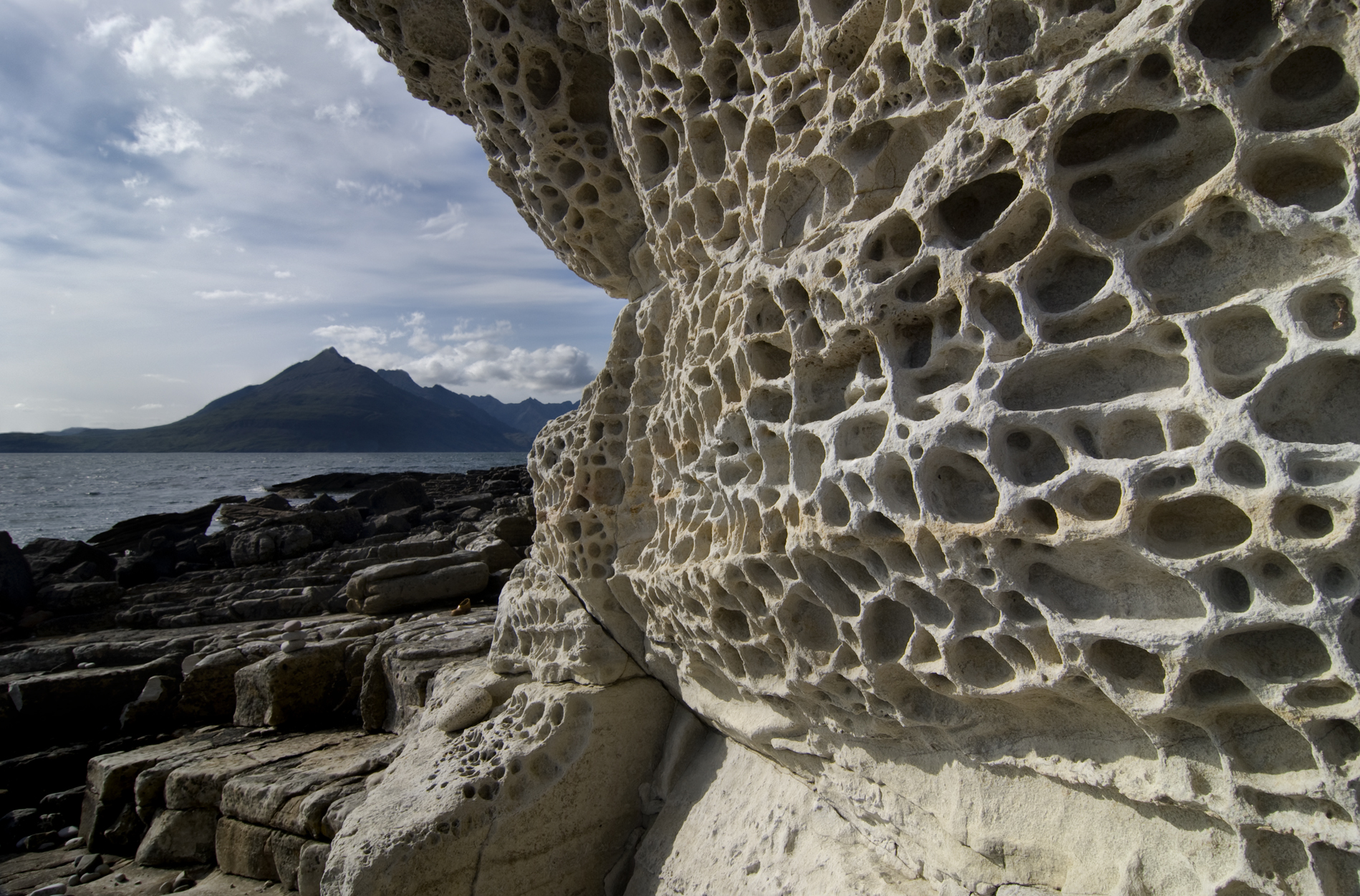
Tafone numa escarpa junto ao mar, na Escócia

Em geologia, tafone (plural: tafoni) são conjuntos de cavidades nas escarpas rochosas de forma circular e pequena profundidade.